# 257 př. n. l.

## Události
- První punská válka (264–241 př. n. l.)

## Hlavy států
- Seleukovská říše – Antiochos II. Theós (261 – 246 př. n. l.)
- Egypt – Ptolemaios II. Filadelfos (285 – 246 př. n. l.)
- Bosporská říše – Pairisades II. (284 – 245 př. n. l.)
- Pontus – Ariobarzanes (266 – 250 př. n. l.)
- Kappadokie – Ariamnes (280 – 230 př. n. l.)
- Bithýnie – Nicomedes I. (278 – 255 př. n. l.)
- Pergamon – Eumenés I. (263 – 241 př. n. l.)
- Sparta – Areus II. (262 – 254 př. n. l.) a Eudamidas II. (275 – 245 př. n. l.)
- Athény – Antiphon (258 – 257 př. n. l.) » Thymochares (257 – 256 př. n. l.)
- Makedonie – Antigonos II. Gonatás (272 – 239 př. n. l.)
- Epirus – Alexander II. (272 – 255 př. n. l.)
- Římská republika – konzulové Gaius Atilius Regulus Serranus a Cn. Cornelius Blasio (257 př. n. l.)
- Syrakusy – Hiero II. (275 – 215 př. n. l.)
- Numidie – Gala (275 – 207 př. n. l.)